# Turbulent
Turbulent is een voormalig radioprogramma van PowNed dat werd uitgezonden door 3FM. De presentatie was in handen van Bert van Lent. Het programma was al vanaf 2009 te horen, doch eerst als programma van de omroep AVRO.
Bert van Lent zond voor de laatste keer uit op vrijdag 27 juli 2012. Het programma liep nog 5 weken door maar werd dan door Herman Hofman gepresenteerd.